# Enterprise (Alabama)
Enterprise – miasto w Stanach Zjednoczonych, w stanie Alabama.

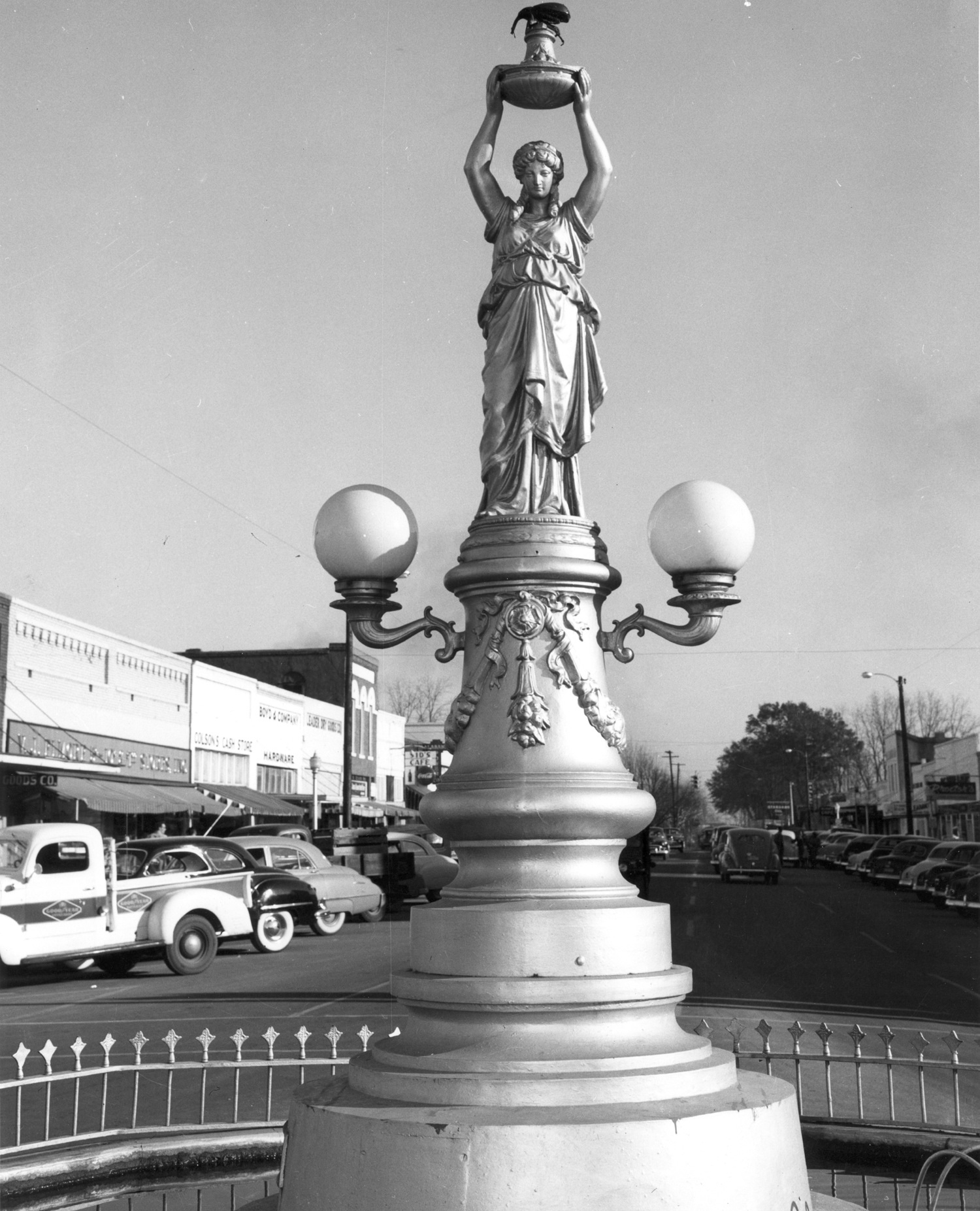
Pomnik Boll Weevil został zbudowany w 1919 r.

## Demografia
Według spisu w 2020 roku liczy 28 711 mieszkańców. W roku 2023 liczba mieszkańców wzrosła do 30 271 osób, a gęstość zaludnienia do 377 osób/km².

## Posągi
Enterprise słynie z dużego posągu mitologicznej postaci kobiecej z rozpostartymi ramionami, unoszącej dużą reprodukcję wołka bawełnianego. Pomnik ten upamiętnia pojawienie się tego szkodnika w 1915 roku, który zmusił mieszkańców do zmiany produkcji rolnej: wyspecjalizowali się wtedy w uprawie orzeszków ziemnych, a zmiana ta przyniosła miastu dobrobyt. Jest to jedyny znany na świecie przykład rzeźby gloryfikującej szkodliwego owada.